# Ordine di Menelik II
L'Ordine di Menelik II è stato un Ordine cavalleresco dell'Impero Etiope.

## Storia
L'Ordine venne fondato nel 1924 dall'allora principe ereditario Ras Tafari Makonnen (poi divenuto imperatore col nome di Hailé Selassié I) per conto della madre Zewditu I.
L'Ordine venne istituito per commemorare la figura dell'imperatore Menelik II il quale, sul finire dell'Ottocento unificò, di fatto, i regni minori dell'Etiopia, opponendosi successivamente alla conquista italiana del nuovo stato.
L'Ordine veniva distribuito a quanti avessero ottenuto particolari benemerenze verso l'Etiopia.

## Classi
L'Ordine disponeva delle seguenti classi di benemerenza:
- Cavaliere di Gran Croce
- Grand'Ufficiale
- Commendatore
- Ufficiale
- Membro

| Nastri |           |              |                 |                         |
| Membro | Ufficiale | Commendatore | Grand'Ufficiale | Cavaliere di Gran Croce |

## Insegne
- La medaglia era costituita da una croce greca decussata smaltata di rosso e bordata di verde, avente in centro un tondo smaltato di verde e bordato di rosso con la titolatura dell'Ordine al centro del quale stava il leone araldico etiope in oro. Il tutto era sormontato dalla corona imperiale etiope come tenente al nastro.
- La placca riprendeva le medesime decorazioni della medaglia montate su una stella raggiante in oro ma senza corona.
- Il nastro dell'Ordine è giallo bordato di una banda rosso-giallo-verde.